# Grappling-Europameisterschaften
Die Europameisterschaften im Grappling wurden 2009 erstmals von der FILA, dem internationalen Ringerverband, ausgetragen. Unterschieden wird zwischen den beiden Stilarten No-Gi und Gi. Dabei handelt es sich um eine Differenzierung der Kampfkleidung. Beim No-Gi-Grappling tragen die Kämpfer Shorts und ein Shirt, in der Gi-Kategorie wird im entsprechenden Kampfanzug (Keikogi) gekämpft. Bereits 2008 fanden die ersten Weltmeisterschaften im Grappling statt. Bei der EM-Premiere im Zuge der 2009 in Šiauliai (Litauen) ausgetragenen World Wrestling Games gab es erstmals bei einer von der FILA ausgetragenen Meisterschaft neben Gi und No-Gi einen Wettbewerb in einer Vollkontakt (Combat)-Variante.

## Übersicht aller Weltmeisterschaften
|    |                |                | No-Gi                 | No-Gi                 | Gi                    | Gi                    | Combat                | Combat                |         |         |
|    |                |                | Erfolgreichste Nation | Erfolgreichste Nation | Erfolgreichste Nation | Erfolgreichste Nation | Erfolgreichste Nation | Erfolgreichste Nation | Klassen | Klassen |
| WM | Datum          | Austragungsort | Männer                | Frauen                | Männer                | Frauen                | Männer                | Frauen                | Männer  | Frauen  |
| -- | -------------- | -------------- | --------------------- | --------------------- | --------------------- | --------------------- | --------------------- | --------------------- | ------- | ------- |
| I. | 2010 September | Gorlice (POL)  | Polen                 | Polen                 | Polen                 | Polen                 | Ukraine               | Ukraine               | 8 (7)   | 6 (5)   |

## Übersicht aller Europameister

### No-Gi
| WM   | 1. Klasse       | 2. Klasse | 3. Klasse    | 4. Klasse     | 5. Klasse         | 6. Klasse       | 7. Klasse       | 8. Klasse     |
| ---- | --------------- | --------- | ------------ | ------------- | ----------------- | --------------- | --------------- | ------------- |
|      | bis 60 kg       | bis 65 kg | bis 70 kg    | bis 75 kg     | bis 80 kg         | bis 90 kg       | bis 110 kg      | Offen         |
| 2010 | Dimitri Baranow | ?         | Maciej Polok | Witali Kizela | Thomas Loubersane | Zbigniew Tyszka | Vlado Pilipovic | Wojciech Lach |

### Gi
| WM   | 1. Klasse         | 2. Klasse    | 3. Klasse     | 4. Klasse          | 5. Klasse      | 6. Klasse     | 7. Klasse       | 8. Klasse    |
| ---- | ----------------- | ------------ | ------------- | ------------------ | -------------- | ------------- | --------------- | ------------ |
|      | bis 60 kg         | bis 65 kg    | bis 70 kg     | bis 75 kg          | bis 80 kg      | bis 90 kg     | bis 110 kg      | Offen        |
| 2010 | Piotr Podstawczuk | Maciej Polok | Grzegorz Kloc | Tomasz Michalowski | Piotr Baginski | Predrag Budic | Piotr Rudkowski | Jose Zapater |

### Combat
| WM   | 1. Klasse       | 2. Klasse   | 3. Klasse    | 4. Klasse         | 5. Klasse          | 6. Klasse   | 7. Klasse       |
| ---- | --------------- | ----------- | ------------ | ----------------- | ------------------ | ----------- | --------------- |
|      | bis 60 kg       | bis 65 kg   | bis 70 kg    | bis 75 kg         | bis 80 kg          | bis 90 kg   | bis 110 kg      |
| 2010 | Asker Baragunow | Marat Pekow | Tom Ninimäki | Sergei Tschurilow | Alexander Agafonow | Roman Bagin | Alfredo Achilli |

## Übersicht aller Europameisterinnen

### No-Gi
| WM   | 1. Klasse       | 2. Klasse      | 3. Klasse    | 4. Klasse         | 5. Klasse    | 6. Klasse    |
| ---- | --------------- | -------------- | ------------ | ----------------- | ------------ | ------------ |
|      | bis 50 kg       | bis 55 kg      | bis 60 kg    | bis 65 kg         | bis 75 kg    | Offen        |
| 2010 | Anny Hammarsten | Oceane Talvard | Irena Preiss | Karolina Zawodnik | Romy Ruyssen | Romy Ruyssen |

### Gi
| WM   | 1. Klasse   | 2. Klasse      | 3. Klasse    | 4. Klasse         | 5. Klasse    | 6. Klasse         |
| ---- | ----------- | -------------- | ------------ | ----------------- | ------------ | ----------------- |
|      | bis 50 kg   | bis 55 kg      | bis 60 kg    | bis 65 kg         | bis 75 kg    | Offen             |
| 2010 | Marija Sola | Oceane Talvard | Irena Preiss | Karolina Zawodnik | Romy Ruyssen | Karolina Zawodnik |

### Combat
| WM   | 1. Klasse         | 2. Klasse       | 3. Klasse           | 4. Klasse        | 5. Klasse        |
| ---- | ----------------- | --------------- | ------------------- | ---------------- | ---------------- |
|      | bis 50 kg         | bis 55 kg       | bis 60 kg           | bis 75 kg        | Offen            |
| 2010 | Swetlana Piguljak | Anna Betschenar | Viktoria Synijawina | Maria Malyjasiak | Maria Malyjasiak |